# Pilea rivoriae
Pilea rivoriae är en nässelväxtart som beskrevs av Hugh Algernon Weddell. Pilea rivoriae ingår i släktet pileor, och familjen nässelväxter. Inga underarter finns listade i Catalogue of Life.